# Liste der Staatsoberhäupter 570
Übersicht
◄◄ | ◄ | 566 | 567 | 568 | 569 | Liste der Staatsoberhäupter 570 | 571 | 572 | 573 | 574 | ► | ►►

Weitere Ereignisse

## Afrika
- Aksumitisches Reich
  - König: Ioel (ca. 555–ca. 575)

## Amerika
- Maya
  - Palenque
    - König: Ahkal Mo' Naab II. (565–570)

## Asien
- Bagan
  - König: Htuntaik (569–582)

- China
  - Kaiser: Shi Zong (562–585)
  - Nördliche Qi: Gao Wei (565–577)
  - Nördliche Zhou: Zhou Wu Di (561–578)
  - Chen-Dynastie: Chen Wu Di (557–589)

- Östliches Reich der Gök-Türken
  - Khan: Muhan (553–572)

- Westliches Reich der Gök-Türken
  - Khan: Sizabulos (552–575)

- Iberien (Kartlien)
  - König: Parsman VI. (561–ca. 570)
  - König: Bakur III. (ca. 570–ca. 580)

- Indien
  - Chalukya
    - König: Kirtivarman I. (566–597)

  - Kadamba
    - König: Aja Varman (565–606)

  - Pallava
    - König: Simha Varman III. (550–574)

  - Pandya
    - König: Kadungon (560–590)

- Japan
  - Kaiser: Kimmei (539–571)

- Korea
  - Baekje
    - König: Wideok (554–598)

  - Goguryeo
    - König: Pyeong-won (559–590)

  - Silla
    - König: Jinheung (540–576)

- Lachmidenreich
  - König: Qabus ibn al-Mundhir (569–573)

- Sassanidenreich
  - Schah (Großkönig): Chosrau I. (531–579)

## Europa
- Awarisches Reich
  - Khagan: Baian I. (562–602)

- England (Heptarchie)
  - Bernicia
    - König: Æthelric (568–572)

  - Deira
    - König: Ælle (560–588/590)

  - Essex
    - König: Æscwine (ca. 527–ca. 587)

  - Kent
    - König: Eormenric von Kent (522/539–560/585)
    - König: Æthelberht (560/585–616/618)

  - Wessex
    - König: Ceawlin (560–590)

- Fränkisches Reich
  - Austrasien: Sigibert I. (561–575)
  - Neustrien: Chilperich I. (561–584)
  - Burgund: Guntram I. (561–592)
  - Herzogtum Baiern: Garibald I. (548–593)

- Langobardenreich
  - König: Alboin (560–572)
  - Autonome langobardische Herzogtümer:
    - Herzog des Friaul: Gisulf I. (568–581)
    - Herzog von Spoleto: Faroald I. (570–591)

- Oströmisches Reich
  - Kaiser: Justin II. (565–578)

- Reich der Sueben
  - König: Theodemir (561/566–570)
  - König: Miro (570–583)

- Schottland
  - Dalriada
    - König: Conall I. (558–574)

- Wales
  - Gwynedd
    - König: Rhun Hir ap Maelgwn (ca. 549–ca. 580)

- Westgotenreich
  - König: Liuva I. (567–571/572)

## Religiöse Führer
- Papst: Johannes III. (561–574)
- Patriarch von Konstantinopel: Johannes III. Scholastikos (565–577)